# Uwe Dotzauer
Uwe Dotzauer (* 19. Februar 1959 in Klingenthal/Sa.) ist ein ehemaliger ostdeutscher Nordischer Kombinierer, der in den 1980er Jahren zu den weltweit besten Kombinierern gehörte. Gemeinsam mit Kerry Lynch war er der Sieger des ersten Weltcup-Wettbewerbs in der Nordischen Kombination. Darüber hinaus gewann er 1982 den Weltmeistertitel mit dem Team sowie Bronze im Einzel.

## Werdegang
Erfolge bei den Junioren und erste internationale Wettbewerbe
Dotzauer, der dem SC Dynamo Klingenthal angehörte, war von 1976 bis 1987 Bestandteil der DDR-Mannschaft in der Nordischen Kombination. Im Februar 1976 errang er bei den Jugendwettkämpfen der Freundschaft im nordischen Skisport in Borowez die Goldmedaille. Wenige Wochen später ging er beim Czech-Marusarzówna-Memorial in Zakopane an den Start, wo er als Zehnter sein Talent erneut unter Beweis stellte. Sein erster größerer Erfolg stellte der Gewinn der Bronzemedaille bei den Nordischen Junioren-Skiweltmeisterschaften 1977 in Sainte-Croix hinter Gunter Schmieder und Fjodor Koltschin dar. Daraufhin gehörte er wenige Wochen später bereits als Achtzehnjähriger zum Aufgebot der DDR beim traditionellen Holmenkollen-Skifestival in Oslo, bei dem er nach dem siebten Rang im Springen am zweiten Wettkampftag nur um zwei Ränge zurückfiel und so seine erste Platzierung unter den besten Zehn bei einem internationalen A-Klasse-Rennen feierte. In den folgenden zwei Jahren trat Dotzauer dennoch weiterhin vorrangig in Junioren-Wettbewerben an und war dabei häufig erfolgreich. So gewann er Anfang Januar 1978 den Schwarzwaldpokal der Junioren sowie bei den Nordischen Junioren-Skieuropameisterschaften 1978 in Murau erneut die Bronzemedaille. Bei den DDR-Skimeisterschaften Ende Januar 1979 in Schmiedefeld belegte Dotzauer den vierten Rang und auch kurz darauf bei den Nordischen Junioren-Skiweltmeisterschaften 1979 im kanadischen Mont Sainte-Anne verpasste er als Vierter nur knapp eine weitere Medaille. Bei den Oberhofer Skispielen im März musste er sich zudem nur dem Topfavoriten Ulrich Wehling geschlagen geben. Zum Abschluss der Saison erreichte Dotzauer beim Tatra-Pokal in Štrbské Pleso den fünften Rang.
Durchbruch in der Saison 1979/80 und Bronzemedaille bei den Nordischen Skiweltmeisterschaften 1982
Ein großer Schritt gelang Dotzauer in der Saison 1979/80, als er sich mit Erfolgen bei internationalen Wettbewerben in der Weltspitze etablierte. Zunächst gewann er zum Saisonauftakt den Wettbewerb in Oberwiesenthal beim Ländervergleich mit der Volksrepublik Polen vor Ulrich Wehling und Gunter Schmieder, doch erst sein Sieg beim Schwarzwaldpokal in Schonach Anfang Januar 1980 markierte den Aufstieg des 20-jährigen, welcher nun als Medaillenkandidat für die wenige Wochen später stattfindenden Olympischen Winterspiele gehandelt wurde. Tatsächlich präsentierte er sich beim Saisonhöhepunkt in Lake Placid in Topform, verfehlte allerdings die Medaillenränge als Fünfter knapp. Im weiteren Saisonverlauf trug er sich in die Siegerlisten der hochklassig besetzten Salpausselkä-Skispiele sowie beim Holmenkollen-Skifestival ein und manifestierte so eindrücklich sein Leistungsvermögen. Darüber hinaus gewann er zum Saisonabschluss auch den Wettkampf der Nordischen Kombination beim Tatra-Pokal in Štrbské Pleso. In der Saison 1980/81 konnte er zwar nicht vollständig an seine Vorjahresleistung anknüpfen, doch gelangen ihm mehrere Podestplätze sowie die Titelverteidigung des Tatra-Pokals in Štrbské Pleso. Darüber hinaus war er Teil der DDR-Staffel, die beim ersten anerkannten Teamwettbewerb in Nesselwang den dritten Rang belegte. Bei den DDR-Skimeisterschaften 1981 in Schmiedefeld wurde er zudem wie im Vorjahr Vizemeister.
In den Winter 1981/82 startete Dotzauer zum wiederholten Male mit einem Sieg in Oberwiesenthal, ehe er beim ersten großen Aufeinandertreffen der Weltelite in Schonach Anfang Januar 1982 auch den Schwarzwaldpokal erneut gewinnen konnte. Fünf Tage später gewann er gemeinsam mit Konrad Winkler und Andreas Langer den Staffelwettbewerb in Nesselwang, womit sich die DDR-Sportler zu den Topfavoriten für den erstmals ausgetragenen Teamwettbewerb bei den Nordischen Skiweltmeisterschaften 1982 in Oslo machten. Tatsächlich gewannen Dotzauer, Konrad Winkler und Gunter Schmieder den Weltmeistertitel in der 3 × 10-km-Staffel. Darüber hinaus holte Dotzauer in einem knappen Rennen die Bronzemedaille im Einzel und feierte so seinen größten Karriereerfolg. Im Anschluss an den Saisonhöhepunkt gelangten ihm in Oberhof sowie bei den Ounasvaara-Skispielen in Rovaniemi zwei weitere Siege. Auch in der Saison 1982/83, der letzten vor der Einführung des Weltcups, gehörte Dotzauer zu den Spitzenathleten. Im Januar 1983 gewann er in Reit im Winkl und auch bei den DDR-Meisterschaften 1983 in Johanngeorgenstadt ging er erstmals siegreich hervor. Beim breit besetzten vorolympischen Wettkampf in Sarajevo verwies er Alexander Majorow und Ján Klimko auf die Plätze, ehe er beim Tatra-Pokal seinen dritten internationalen Saisonsieg erzielte.
Weltcup-Sieg, zweite Olympiateilnahme und Karriereende
Zum Auftakt in die erste Weltcup-Saison 1983/84 in Seefeld holte Dotzauer seinen ersten und einzigen Weltcup-Sieg. Am zweiten Wettkampfwochenende in Oberwiesenthal bestätigte er mit einem dritten Platz seine Form. Mit diesen Leistungen im Rücken sowie als Gesamtweltcupführender wurde er im Vorfeld der Olympischen Winterspiele 1984 in Sarajevo als Favorit gehandelt. Diesen Erwartungen konnte er zwar nicht gerecht werden, doch belegte er als Siebter im Einzelwettkampf nach der Gundersen-Methode erneut eine vordere Platzierung. Auch im weiteren Saisonverlauf konnte er mit zwei zweiten Rängen in Lahti und Štrbské Pleso Spitzenergebnisse erzielen. In der Weltcup-Gesamtwertung belegte er hinter dem Norweger Tom Sandberg den zweiten Platz. Beim Teamwettbewerb der Nordischen Skiweltmeisterschaften in Rovaniemi wurde er Vierter. Im Winter 1984/85 startete Dotzauer mit einem vierten Rang in Planica in die Weltcup-Saison. Nach einem sechsten Platz in St. Moritz wurde er beim Heim-Weltcup in Oberwiesenthal Zweiter hinter Landsmann Heiko Hunger. Bei den Nordischen Skiweltmeisterschaften 1985 in Seefeld lief er als Sechster erneut unter die besten Zehn. Darüber hinaus schloss er den Staffelwettbewerb gemeinsam mit Oliver Warg und Heiko Hunger als Fünfter ab. Nachdem er im restlichen Saisonverlauf die Punkteränge nicht mehr erreicht hatte, schloss er die Saison auf dem sechsten Platz in der Weltcup-Gesamtwertung ab. Auch in der dritten Weltcup-Saison 1985/86 gelang Dotzauer einmal der Sprung aufs Podest, als er sich in Oberwiesenthal nur dem bundesdeutschen Thomas Müller geschlagen geben musste. Dieses Ergebnis konnte er allerdings nicht mehr wiederholen, sodass er nur noch in Schonach und Murau die Punkteränge erreichte und schließlich Elfter der Gesamtwertung wurde. Bei den DDR-Skimeisterschaften 1986 in Schmiedefeld holte Dotzauer seinen zweiten Meistertitel im Einzel und gewann zudem den erstmals ausgetragenen Teamwettkampf für den SC Dynamo Klingenthal. In der Saison 1986/87 erzielte er sein bestes Saisonergebnis mit dem sechsten Rang in Schonach, doch konnte er keinen Anschluss mehr an die Weltspitze finden und wurde daher nicht für die Nordischen Skiweltmeisterschaften 1987 berücksichtigt. Dotzauer beendete die Saison auf Rang 22 der Weltcup-Gesamtwertung. Im Frühjahr 1987 gab Dotzauer sein Karriereende bekannt.
Trainerlaufbahn
Nach dem Ende seiner aktiven sportlichen Laufbahn blieb Dotzauer dem Sport als Trainer verbunden. Er studierte Sport und wurde Diplom-Sportlehrer. Er war Assistenztrainer von Bundestrainer Bernd Zimmermann und trainierte von 1997 an gemeinsam mit Horst Hüttel den B-Kader des Deutschen Skiverbandes. Er ist derzeit am Bundesstützpunkt Klingenthal als Trainer im Nachwuchsbereich für Nordische Kombination tätig. In dieser Eigenschaft wurde Dotzauer in der Saison 2010/11 als DSV-Trainer des Jahres ausgezeichnet. Unter seiner Leitung entwickelten sich unter anderem Sportler wie Thomas Abratis, Matthias Looß oder Martin Hahn zu Weltcup-Kaderathleten. Im Januar 2018 feierte Dotzauer durch den Sieg Nick Siegemunds beim Teamsprintwettbewerb der deutschen Jugendmeisterschaften den 100. Erfolg seiner Schützlinge. Ende März 2023 betreute er den letzten Wettkampf als Trainer.

## Privates
Dotzauer war in erster Ehe mit Marlies Rostock verheiratet und hat vier Töchter. Seine Tochter Lisa war bis 2019 als Langläuferin aktiv und ist oder war mit dem Skispringer Martin Hamann liiert.

## Erfolge

### Weltcupsiege im Einzel
| Nr. | Datum             | Ort     | Disziplin          |
| --- | ----------------- | ------- | ------------------ |
| 01. | 17. Dezember 1983 | Seefeld | Einzel (K90/15 km) |

### Siege bei internationalen Rennen
| Nr. | Datum             | Ort            | Wettbewerb 1             |
| --- | ----------------- | -------------- | ------------------------ |
| 01. | 6. Januar 1980    | Schonach       | Schwarzwaldpokal         |
| 02. | 9. März 1980      | Lahti          | Salpausselkä-Skispiele   |
| 03. | 16. März 1980     | Oslo           | Holmenkollen-Skifestival |
| 04. | 23. März 1980     | Štrbské Pleso  | Tatra-Pokal              |
| 05. | 22. März 1981     | Štrbské Pleso  | Tatra-Pokal              |
| 06. | 30. Dezember 1981 | Oberwiesenthal |                          |
| 07. | 9. Januar 1982    | Schonach       | Schwarzwaldpokal         |
| 08. | 22. März 1982     | Rovaniemi      | Ounasvaara-Skispiele     |
| 09. | 16. Januar 1983   | Reit im Winkl  | Reit-im-Winkl-Schild     |
| 10. | 11. Februar 1983  | Sarajevo       | Vorolympischer Wettkampf |
| 11. | 6. März 1983      | Oberhof        | Oberhofer Skispiele      |
| 12. | 27. März 1983     | Štrbské Pleso  | Tatra-Pokal              |

## Statistik

### Platzierungen bei Olympischen Winterspielen
| 1980 Lake Placid | 05. |
| 1984 Sarajevo    | 07. |

### Platzierungen bei Weltmeisterschaften
| Jahr und Ort     | Wettbewerb | Wettbewerb | Wettbewerb |
| Jahr und Ort     | Einzel     | Team       |            |
| ---------------- | ---------- | ---------- | ---------- |
| 1982 Oslo        | 03.        | 01.        |            |
| 1984 Rovaniemi 1 | 07.        | 04.        |            |
| 1985 Seefeld     | 06.        | 05.        |            |

### Weltcup-Platzierungen
| Saison  | Platz | Punkte |
| ------- | ----- | ------ |
| 1983/84 | 02.   | 89     |
| 1984/85 | 06.   | 52     |
| 1985/86 | 11.   | 36     |
| 1986/87 | 22.   | 17     |